# القبو (فلم)
القبو هو فيلم أكشن إثارة إسباني من إخراج جيوم بلاجويرو وبطولة فريدي هايمور، أستريد بيرجيس فريسبي، سام رايلاي، ليام كنينغهام، لويس توسار، أكسل شتاين، خوسيه كورونادو وفامك جانسن، صدر الفيلم في 12 نوفمبر 2021.

## روابط خارجية
- مقالات تستعمل روابط فنية بلا صلة مع ويكي بيانات